# Connexin
Connexin, còn được gọi là protein liên kết khe, là một họ protein cấu trúc xuyên màng tạo liên kết khe ở động vật có xương sống (một họ protein hoàn toàn khác là innexin hay panexin  tạo thành liên kết khe ở động vật không xương sống). Mỗi liên kết khe được tạo thành từ 2 bán kênh là 2 connexon (đơn vị liên kết), mỗi connexon tạo thành từ 6 phân tử connexin. Liên kết khe có vai trò quan trọng trong nhiều quá trình sinh lý, chẳng hạn như quá trình khử cực của cơ tim và sự phát triển bình thường của phôi. Vì lý do này, các đột biến gen chịu trách nhiệm mã hóa liên kết khe sẽ dẫn đến những bất thường trong chức năng và sự phát triển của cơ thể.

## Cấu trúc

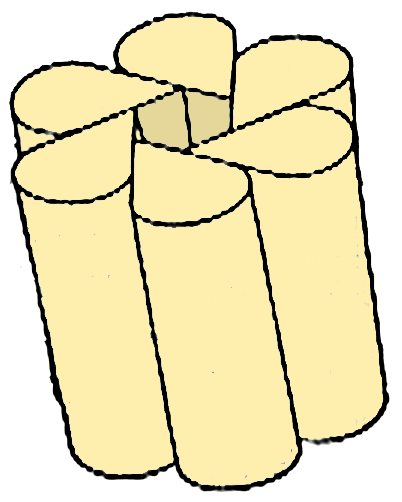
Một thể liên kết ở trạng thái mở, được tạo thành từ sáu connexin.

Connexin là các protein xuyên màng lộn đi lộn lại 4 lần với đầu tận cùng C và N ở bào tương, một vòng (loop) ở tế bào chất (CL) và hai vòng ở phần ngoại bào, (EL-1) và (EL-2). Họ gen Connexin rất đa dạng, với 21 dạng được xác định trong bộ gen người (đã giải trình tự) và 20 dạng ở chuột. Connexin nặng từ 26 đến 60 kDa và có chiều dài trung bình 380 amino acid. 

Cấu trúc connexon và connexin